# Pseudicius eximius
Pseudicius eximius là một loài nhện trong họ Salticidae.
Loài này thuộc chi Pseudicius. Pseudicius eximius được Wanda Wesołowska & Anthony Russell-Smith miêu tả năm 2000.